# خان خرغوشي
خان خرغوشي (بالفارسية: کاروانسرای خرگوشی) هو خان تاريخي يعود إلى عصر السلالة الصفوية، ويقع في مقاطعة أردكان.